# François Broustin
François Alexandre Ferdinand Broustin (Brussel, 19 oktober 1809 - Schaarbeek, 28 december 1884), was een Belgisch volksvertegenwoordiger.

## Levensloop
Broustin was een zoon van de handelaar Philippe Broustin en van Madeleine Alardin. Hij trouwde met Julienne Broustin.
Hij promoveerde tot doctor in de rechten en tot kandidaat-notaris aan de ULB (1837). Van 1849 tot 1869 was hij notaris in Brussel.
Van 1854 tot 1866 was hij provincieraadslid van Brabant. In juni 1866 werd hij verkozen tot liberaal volksvertegenwoordiger voor het arrondissement Brussel en oefende dit mandaat uit tot in augustus 1870. Hij werd opgevolgd door Henri Bergé.